# Marcus Vinicius Furtado Coêlho
Marcus Vinicius Furtado Coêlho (Paraibano-MA, 31 de Janeiro de 1972) é um jurista brasileiro, membro honorário vitalício da Ordem dos Advogados do Brasil (Presidente Nacional da OAB nos anos de 2013 a 2016), Presidente da Comissão Nacional de Estudos Constitucionais do Conselho Federal da OAB, foi membro da Comissão do Senado Federal responsável pela elaboração do Novo Código de Processo Civil.

## Biografia
Advogado inscrito na OAB/DF sob o nº 18.958, doutor em Direito pela Universidade de Salamanca, na Espanha, e especialista pela Universidade Federal de Santa Catarina.
Secretário-Geral e Presidente da OAB Nacional, respectivamente, de 2010 a 2013 e de 2013 a 2016. Presidente da Comissão Nacional de Estudos Constitucionais do Conselho Federal da Ordem dos Advogados do Brasil. Membro do Conselho da Revista do Supremo Tribunal Federal. Foi membro da Comissão do Senado responsável pelo Atual Código de Processo Civil e do Conselho de Desenvolvimento Econômico e Social da Presidência da República. Foi eleito pelo Senado Federal para o Conselho da República. É membro da Academia Brasiliense de Letras e  do Instituto Histórico e Geográfico de Brasília.  
Rotineiramente profere palestras e leciona aulas a advogados e estudantes de direito em geral, além de ser professor convidado em diversas instituições de direito em Brasília.
Recebeu condecorações do Tribunal Superior Eleitoral, Tribunal Superior do Trabalho, Tribunal Superior Militar, do Estado do Rio de Janeiro, do Distrito Federal, da AFROBRAS, da Associação de Juízes Federais, bem como títulos de cidadania dos Estados de Minas Gerais, Mato Grosso, Pará, Paraíba, Piauí e dos Municípios de São Paulo, Teresina, Belo Horizonte, São Luís, Goiânia, entre outros.

## Obras
Suas obras são principalmente no campo da literatura jurídica:
- Reflexões sobre a Constituição (Alumnus, 2003)
- Eleições Abuso de Poder: Instrumento Processuais Eleitorais (OAB,2006)
- Processo civil reformado (Forense, 2008)
- Inviolabilidade do direito de defesa (Del Rey, 2009)
- Processo Judicial Eletrônico (OAB, 2014)
- Simples do Advogado: Histórico da Conquista e Comentários à Lei Complementar n.147/2014 (OAB, 2014)
- Garantias Constitucionais e Segurança Jurídica (Fórum, 2015)
- Jurisdição Constitucional (OAB, 2015)
- Novo CPC: as conquistas da advocacia (OAB, 2015)
- Honorários Advocatícios (Juspodivm, 2015)
- Responsabilidade Fiscal: Análise da Lei Complementar n. 101/2000 (OAB, 2016)
- O Novo Código de Processo Civil: breves anotações para a advocacia (OAB, 2016)
- Precatórios: uma questão de justiça (OAB, 2016)
- Democracia em construção (OAB, 2016)
- Direito Eleitoral Processual Eleitoral Penal Eleitoral (Fórum, 2016)
- Comentários ao Novo Código de Ética dos Advogados (Saraiva, 2016)
- A Constituição Entre o Direito e a Política: o futuro das instituições (Coord., OAB e GZ, 2018)
- Constituição da República: um projeto de nação (Coord., OAB, 2018)
- Segurança Jurídica e Estado de Direito (Juruá, 2021)
- Ruy Barbosa O Advogado da Federação e da República (Migalhas, 2023)